# Verrallia spectabilis
Verrallia spectabilis är en tvåvingeart som beskrevs av Collin 1941. Verrallia spectabilis ingår i släktet Verrallia och familjen ögonflugor. Inga underarter finns listade i Catalogue of Life.